# Theresia Youth Baroque Orchestra
Theresia Orchestra è un'orchestra sinfonica professionale aperta a musicisti provenienti da tutta Europa di età inferiore ai 28 anni. L'orchestra ha debuttato nel novembre 2012 come orchestra residente del Premio Ferrari, Concorso Internazionale di Fortepiano presieduto da Malcolm Bilson.
Nell'agosto 2014 TO ha tenuto concerti al Festival Internazionale W.A. Mozart a Rovereto ed è stata in tour presso diversi festival musicali nel nord Italia, tra cui il festival di orchestre giovanili Orchester, Musik und Jugend del Bolzano Festival Bozen, con un programma interamente dedicato alla figura del tedesco Joseph Martin Kraus. Nell'autunno 2014 l'orchestra è stata diretta dalla violinista e direttrice svizzera Chiara Banchini in occasione di due concerti a Lodi e Milano dedicati alle opere sinfoniche di Luigi Boccherini e Franz Joseph Haydn.
A maggio 2015 l'orchestra è stata ospite al Palazzo del Quirinale per la rassegna I Concerti del Quirinale di Rai Radio 3, con diretta radiofonica dalla Cappella Paolina. Sempre a Maggio 2015 si è esibita presso l’Auditorium Renzo Piano di L’Aquila.
Nell'ottobre del 2015 l'orchestra è stata protagonista, insieme a Galatea Ranzi, del film-concerto Zoroastro. Io, Giacomo Casanova, dedicato all'opera Zoroastre, tragédie lyrique di Jean Philippe Rameau su libretto di Louis de Cahusac, commissionato dalla Sagra Musicale Malatestiana di Rimini, per la regia di Gianni Di Capua, in collaborazione con Berta Film. Le riprese sono state effettuate nel foyer del Teatro Galli di Rimini. 

## Direttori stabili
- Claudio Astronio
- Chiara Banchini
- Alfredo Bernardini

## Discografia
- Live in Bolzano - Claudio Astronio - Nuovo Suono (2014)[9]
- Ouvertures & Symphonies - Chiara Banchini - Nuovo Suono (2015)[10]
- Live in Mantua - Alfredo Bernardini - Nuovo Suono (2020)[11]

## I concerti
- Theresia Orchestra si è esibita al Bolzano Festival Bozen[12], edizioni 2014 e 2015
- Theresia Orchestra si è esibita nell'ambito della rassegna "I concerti del Quirinale" di Radio 3[5] a Maggio 2015
- Nell'agosto 2014 ha tenuto concerti durante il Festival Internazionale W.A. Mozart a Rovereto[2]
- Nel novembre 2012 è stata orchestra residente del Premio Ferrari, Concorso Internazionale di Fortepiano